# (18379) Josévandam
(18379) Josévandam est un astéroïde de la ceinture principale.

## Description
(18379) Josevandam est un astéroïde de la ceinture principale. Il fut découvert le 6 novembre 1991 à La Silla par Eric Walter Elst. Il présente une orbite caractérisée par un demi-grand axe de 2,79 UA, une excentricité de 0,14 et une inclinaison de 10,4° par rapport à l'écliptique.

## Compléments